# ۲ محرم
۲ محرم، دومین روز از سال در گاه‌شماری هجری قمری است.

## رویدادها و مناسبت‌ها
- ۶۱ - ورود کاروان حسین بن علی به سرزمین کربلا
- ۶۱ (قمری) - روبرویی حسین بن علی با حر بن یزید ریاحی در قصر بنی‌مقاتل

## زادروزها
- ۱۲۹۶ - محمدحسین غروی اصفهانی، فقیه و عارف

## درگذشت‌ها
- آدم پیامبر
- ۶۰۵ - ابوالحسین مسعود بن عیسی فقیه شیعه معروف به «شیخ ورام»